# 铜桥形饰

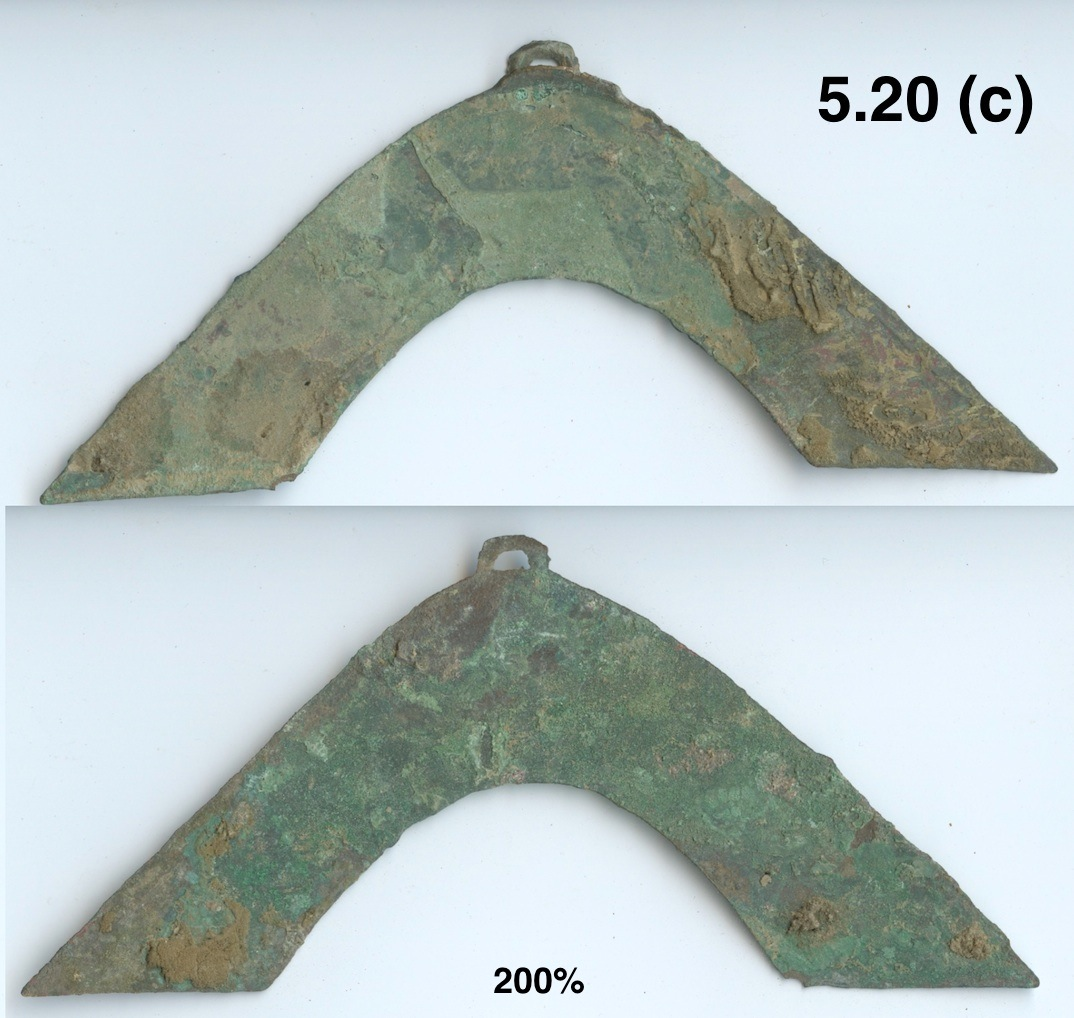
一枚桥形币

铜桥形饰或桥形币，或称璜形饰、磬形饰、桥形饰、铜璜、铜磬，桥梁币、磬币，中国古代的一种小型片状青铜器，形状类似拱桥或罄折。拱顶常设有一钮，无钮的拱顶内缘必有一孔；两端平齐或斜直，也有圆隆或兽头形的。器表有素面无纹的，但多在正面或两面铸有变形云纹或简单的几何形图案。使用和流行于春秋晚期到西汉晚期
，在河南、河北、四川、湖北、山东、陕西、山西、湖南、甘肃以及内蒙古等地就有出土，尤以河南、河北和四川三省最为集中。学界为铜桥形饰的属性仍未有统一看法，主要有装饰品说和钱币说。

## 性质

### 钱币说
清朝冯云鹏和冯云鹓兄弟《金石索》中有“此钱如罄。相传为压胜钱”的描述，日本钱币学家三上香哉也认为是磬币或桥梁币。沈仲常、王家佑、安金槐、畅文齐、罗开玉、龙腾等学者也均持钱币说。
华光普《中国古钱大集》中有收录“桥形币”，称其“桥形，单面见有外廓，上端中有穿孔”，但也说明其属性尚有争议:3。

### 装饰品说
认为铜桥形饰为装饰品的学者有史树青、吴铭生、唐石父、黄士斌、林巳奈夫、徐基、岳洪彬等。依据主要有：铜桥形饰并无一定的规格，形状、纹饰繁杂，大小、重量不一；出土地点广泛而缺乏文献资料证明；部分出土时与统领、玛瑙珠、骨管等小饰品放在一起；东周到西汉时期的钱币窖藏多有发现，但均无桥形币；春秋战国时期的中原地区墓葬中并无随葬钱币的传统等。